# Cristopher Cragwell
Cristopher Denzel Cragwell Sjogreen (nacido el 26 de junio de 2001) es un futbolista profesional panameño que juega como defensa en el Árabe Unido de la Primera División de Panamá.

## Trayectoria

### CD Árabe Unido
Cragwell se formó en las categorías inferiores de Club Deportivo Árabe Unido y su debut como profesional en la Primera División de Panamá fue el 4 de agosto de 2019 en el empate 0 a 0 contra San Francisco FC en el Estadio Armando Dely Valdés, con tan solo 18 años en donde fue titular y jugó todo el partido. Rápidamente se estableció como un habitual del primer equipo, en el Torneo Apertura 2019 jugó 4 partidos, en el Torneo Apertura 2020 solo jugó 1 partido por el torneo se canceló por el COVID 19, en el Torneo Clausura 2020 jugó 6 partidos, en el Torneo Clausura 2021 jugó 15 partidos.

### New York Red Bulls II
El 1 de febrero de 2022, se anunció que Cragwell se uniría a New York Red Bulls II cedido por una temporada. Debutó con el club en la USL Championship el 12 de marzo de 2022 en la derrota 2 a 0 contra el Miami FC en el Estadio Riccardo Silva en donde fue titular y jugó todo el partido. En la USL Championship 2022 jugó 16 partidos.

### CD Árabe Unido
El 30 de noviembre de 2022, regresó de cesión del New York Red Bulls II. Disputó su primer partido después de la cesión el 15 de enero de 2023 en el empate 0 a 0 contra el CD Plaza Amador en el Estadio Armando Dely Valdés en donde fue titular y jugó todo el partido. En el Torneo Apertura 2023 jugó 14 partidos, en el Torneo Clausura 2023 jugó 8 partidos.

## Selección nacional

### Categorías inferiores
El 30 de mayo de 2023, fue llamado a la selección Sub-23 de Panamá para disputar el Torneo Maurice Revello de 2023 celebrado en Francia, saliendo campeón de dicho torneo en donde jugó 5 partidos.

### Participaciones en Selección Nacional
| Copa                        | Categoría | Sede    | Resultado | Partidos | Goles |
| --------------------------- | --------- | ------- | --------- | -------- | ----- |
| Torneo Maurice Revello 2023 | Sub-23    | Francia | Campeón   | 5        | 0     |

## Clubes
| Club                  | País           | Año           |
| --------------------- | -------------- | ------------- |
| CD Árabe Unido        | Panamá         | 2018-2022     |
| New York Red Bulls II | Estados Unidos | 2022          |
| CD Árabe Unido        | Panamá         | 2022-presente |